# VDE Verband der Elektrotechnik Elektronik Informationstechnik
Der VDE Verband der Elektrotechnik Elektronik Informationstechnik e. V. (VDE) ist ein 1893 unter dem Namen Verband Deutscher Elektrotechniker (VDE) gegründeter technisch-wissenschaftlicher Verband in Deutschland. Die Kernthemen des Verbandes sind Prüfung, Standardisierung, Zertifizierung und Anwendungsberatung im Fachbereich Elektrotechnik.

## Geschichte

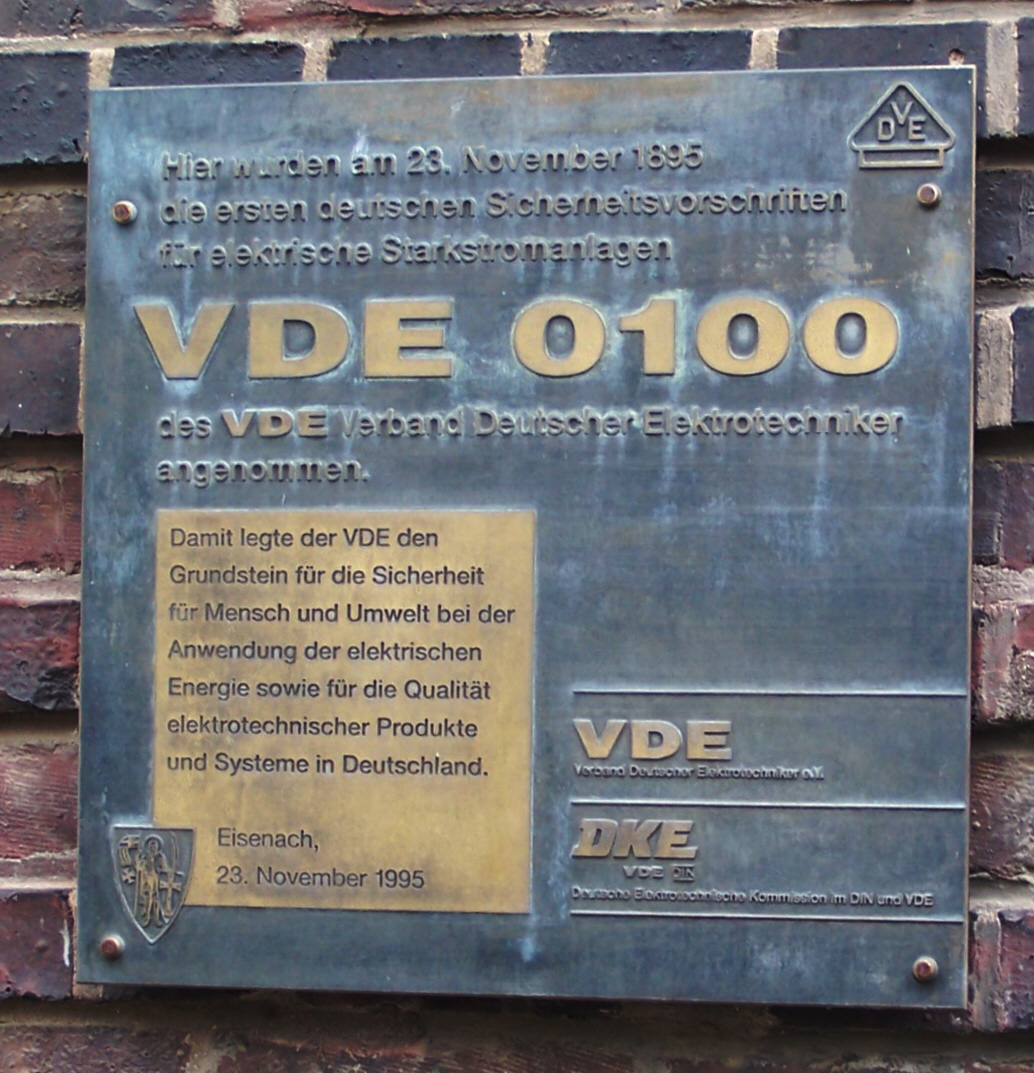
Gedenktafel für die ersten deutschen Sicherheitsvorschriften elektrischer Stromanlagen, Eisenach, Karlsplatz

Die schnelle Entwicklung der Technik auf Basis der Elektroenergie ab der zweiten Hälfte des 19. Jahrhunderts (ab 1880 Starkstromtechnik) führte zur Herausbildung eines eigenen Technikzweiges, der Elektrotechnik. In den 1870er Jahren erkannte Werner Siemens die immense Bedeutung und das Potenzial der neuen Technikrichtung und wandte sich an den Generalpostmeister Heinrich von Stephan mit diesen Überlegungen: „Neben der Telegraphie, die schon in etwas ruhigere Entwicklungsbahnen eingelenkt ist, […] sehen wir überall ein wildes Rennen auf dem Gebiet der Elektrotechnik, ein rastloses Streben der Electrizität einen wichtigen Platz in den alten Industriezweigen zu erobern und neue auf sie zu begründen. Allen diesen Bestrebungen fehlt bisher ein ordnender, berichtigender Mittelpunkt.“ Stephan genehmigte daraufhin die Gründung eines Vereins, der die ordnende Funktion übernehmen sollte. Im Januar 1879 erfolgte die Gründung des ersten Berliner Elektrotechnik-Vereins, der sich zunächst um die Sicherheit der elektrotechnischen Anlagen, die Klärung der Verwendung von Gleich- oder Wechselstrom und den Austausch zwischen den Betreibern von Schwachstrom- und Starkstrom-Anlagen kümmerte. Doch die Probleme nahmen weiter zu, so dass ein nationaler Verband notwendig erschien. Der größte Befürworter einer solchen Einrichtung war Adolf Slaby, in den 1880er Jahren Professor an der Technischen Hochschule Charlottenburg. Er forderte die Elektrotechnischen Vereine in einem 1892 versendeten Rundschreiben auf „… Nur in der zielbewussten Vereinigung unserer geistigen Mittel können wir hoffen, nachhaltig für die erfolgreiche Vertretung unserer Interessen zu wirken. Sollten Sie dieser Anschauung zustimmen, so laden wir Sie hierdurch freundlichst ein, an einer im Monat November oder Dezember in Berlin stattfindenden Besprechung teilzunehmen.[…]“ Der Einladung folgten zahlreiche Ingenieure und Wissenschaftler; die Gründungsversammlung verschob sich allerdings durch den Tod von Siemens (6. Dezember) auf das folgende Jahr.
Als sich am 21. Januar 1893 im Gelben Saal des Hotels Kaiserhof 37 Vertreter aus dem Gebiet Elektrotechnik getroffen hatten, klärten sie die notwendigen Organisationsfragen. Am folgenden Tag erfolgte bei einem von Emil Rathenau veranstalteten Festessen in seinem Haus die feierliche Gründung des Verbandes Deutscher Elektrotechniker. Als erste vorläufige Vorstandsmitglieder wurden Adolf Slaby und Georg Wilhelm von Siemens gewählt. Mitunterzeichner der Gründungsurkunde war u. a. auch Emil Arnold Budde.
In den folgenden Jahrzehnten passten die Verbandsmitglieder sowohl den Namen als auch die Aufgaben des Verbandes den jeweils aktuellen technischen Erfordernissen an. 1937 wurde der Verband gleichgeschaltet und dem NS-Bund Deutscher Technik eingegliedert. Dieser unterstand dem Hauptamt für Technik in der NSDAP. Nach der „Auflösung und Liquidierung der Naziorganisationen“ mit dem Kontrollratsgesetz Nr. 2 setzte der britische Sektor Berlins einen Treuhänder ein, damit unter anderem die Normungsarbeit des VDE fortgesetzt werden konnte. 1946 gründeten sich regionale Organisationen des VDE neu, und am 23. März 1950 wurde der Verband in Frankfurt am Main wiedergegründet, wo er bis heute seinen juristischen Sitz hat.
Anlässlich der Hundertjahrfeier 1993 brachte die Deutsche Bundespost die Sondermarke „100 Jahre Verband Deutscher Elektrotechniker“ heraus. Seit 1998 firmiert der VDE als VDE Verband der Elektrotechnik Elektronik Informationstechnik.
| Jahr      | Name                       |
| --------- | -------------------------- |
| 1894–1905 | Gisbert Kapp               |
| 1905–1920 | Georg Dettmar              |
| 1921–1934 | Peter Schirp               |
| 1934–1940 | Heinrich Blendermann       |
| 1940–1943 | Kurt Hesse                 |
| 1947–1950 | Paul Gerhard Kulp          |
| 1950–1964 | Franz Lauster              |
| 1964–1978 | Horst Fleischer            |
| 1978–1989 | Paul Dietrich              |
| 1989–2001 | Friedrich Dankward Althoff |
| 2001–2002 | Enno Liess                 |

| Jahr          | Name              |
| ------------- | ----------------- |
| 2003–2006     | Enno Liess        |
| 2007–04.2016  | Hans Heinz Zimmer |
| ab April 2016 | Ansgar Hinz       |

## Der Verband heute

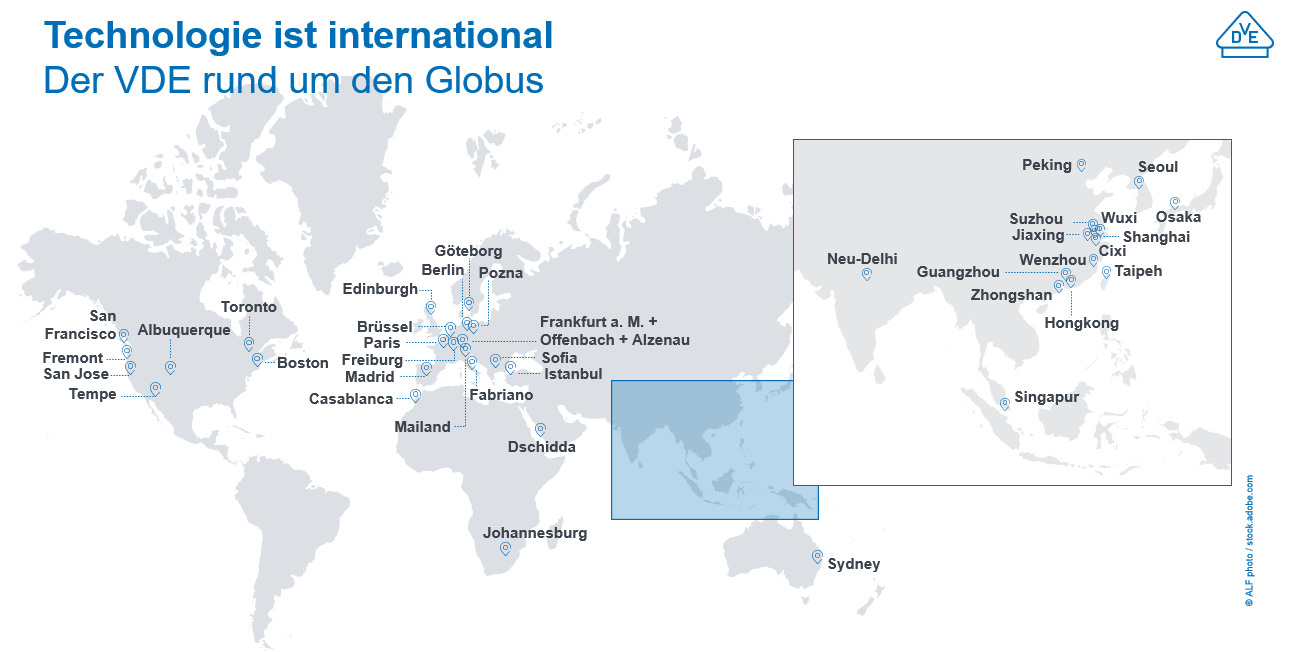
VDE Standorte weltweit

### Organisation
Der VDE (Verband der Elektrotechnik Elektronik Informationstechnik e. V.), eine der größten Technologie-Organisationen Europas, vereint Wissenschaft, Standardisierung, Prüfung, Zertifizierung und Anwendungsberatung unter einem Dach. Er setzt sich auch für die Forschungs- und Nachwuchsförderung sowie den Verbraucherschutz ein.

### Der VDE in Zahlen
- 3500 Normen und Standards
- 2000 Mitarbeiter und Mitarbeiterinnen
- 100.000 Ehrenamtliche und Mitglieder, davon 1500 Unternehmen
- 1600 Veranstaltungen pro Jahr mit über 70.000 Teilnehmern
- 60 Standorte weltweit
- 175 Forschungs- und Förderprojekte
- 100 Preise und Ehrungen
- 100.000 Prüfungen pro Jahr

### Gliederung
Sitz des VDE ist Frankfurt am Main. Weitere Repräsentanzen hat der Verband in Berlin und Brüssel. Außerdem gibt es bundesweit Landesvertretungen und 29 Bezirksvereine. In Nordamerika und Asien ist der VDE mit Niederlassungen der VDE Global Services GmbH vertreten. In Europa ist der VDE in Italien, Bulgarien, Belgien, Schweden, Frankreich, Polen, Türkei und Spanien präsent.

#### Fachgesellschaften
In den folgenden fünf Fachgesellschaften des VDE beschäftigen sich Experten aus Wissenschaft und Industrie mit Themen rund um Elektro-/Informationstechnik und ihren Anwendungen:
- ITG Informationstechnische Gesellschaft:

Die Informationstechnische Gesellschaft im VDE (VDE ITG) ist die nationale Vereinigung aller auf dem Gebiet der Informationstechnik Tätigen in Wirtschaft, Verwaltung, Lehre und Forschung und Wissenschaft. Ihre Ziele sind die Förderung der wissenschaftlichen und technischen Weiterentwicklung und Bewertung der Informationstechnik in Theorie und Praxis. 1954 als Nachrichtentechnische Gesellschaft gegründet, ist sie die älteste Fachgesellschaft im VDE. Die neun Fachbereiche, denen über 80 Fachgremien zugeordnet sind, decken das gesamte Spektrum der Informationstechnik ab. Etwa 10.000 VDE-Mitglieder haben sich der ITG zugeordnet und über 1000 Experten arbeiten ehrenamtlich in den Gremien mit.
- ETG Energietechnische Gesellschaft:

Die Energietechnische Gesellschaft im VDE (VDE ETG) bündelt mit über 12.000 Mitgliedern die Fachkompetenz der Energietechnik von der Erzeugung, Übertragung, Verteilung bis hin zu den vielfältigen Anwendungsfeldern. Das umfangreiche Expertenwissen der rund 300 ehrenamtlichen Mitarbeiter aus Industrie, Forschung, Versorgungsunternehmen, Hochschulen und Behörden, die in Fachbereichen, Fachausschüssen und Arbeitskreisen mitwirken, bildet die technisch-wissenschaftliche Basis für Veranstaltungen und Publikationen der Energietechnischen Gesellschaft im VDE.
- DGBMT Deutsche Gesellschaft für Biomedizinische Technik:

Die Deutsche Gesellschaft für Biomedizinische Technik im VDE (VDE DGBMT) ist die wissenschaftlich-technische Fachgesellschaft für Medizintechnik in Deutschland. Sie wurde 1961 in Frankfurt am Main gegründet.
Die DGBMT im VDE vernetzt Fachleute aus allen Bereichen der Technikanwendungen in der Medizin und bearbeitet das gesamte Themenspektrum der Biomedizinischen Technik. Sie veranstaltet Tagungen und Workshops für Fachpublikum und ist Träger von zwei internationalen wissenschaftlichen Zeitschriften: Biomedical Engineering und Current Directions in Biomedical Engineering des Verlags Walter de Gruyter. Positionspapiere, Stellungnahmen und Expertenbeiträge beleuchten unabhängig und neutral aktuelle Themen. Außerdem verleiht die DGBMT Förderpreise für wissenschaftlichen Nachwuchs, für wissenschaftliche Exzellenz und Innovationen und für Patientensicherheit in der Biomedizintechnik. Sie vertritt die deutsche Biomedizinische Technik in internationalen Gremien.
- GMM Gesellschaft Mikroelektronik Mikrosystem und Feinwerktechnik

Die VDE/VDI Gesellschaft Mikroelektronik, Mikrosystem- und Feinwerktechnik (VDE VDI GMM) mit ihren über 9500 Mitgliedern gliedert sich derzeit in sieben Fachbereiche und etwa 45 Fachausschüsse. Sie unterstützen die Organisation von Fachtagungen und Workshops und leisten fachliche Arbeit in den Fachausschüssen. Darüber hinaus sorgen sie für Kontakte zu anderen Fachgesellschaften innerhalb und außerhalb des VDE und VDI. In den Bezirksvereinen von VDE und VDI werden die fachlichen Aktivitäten der GMM auch durch regionale Arbeitskreise getragen.
- GMA Gesellschaft für Mess- und Automatisierungstechnik:

In der VDI/VDE-Gesellschaft Mess- und Automatisierungstechnik, kurz VDI/VDE GMA, bündeln der Verein Deutscher Ingenieure e. V. (VDI) und der Verband der Elektrotechnik Elektronik Informationstechnik (VDE) die gemeinsamen Aktivitäten im Bereich Mess- und Automatisierungstechnik. Rund 1500 Mitarbeiter arbeiten in acht Fachbereichen mit rund 80 Fachausschüssen. An der Schwelle zwischen Forschung und Einführung in die Praxis ist die GMA Partner für Anwender, Hersteller und Wissenschaftler.
- Ausschüsse, Kooperationen und Geschäftsstellen

### Normung und Standardisierung
Die vom VDE getragene DKE (Deutsche Kommission Elektrotechnik Elektronik Informationstechnik in DIN und VDE) ist die Plattform für rund 9000 Experten und Expertinnen aus Wirtschaft, Wissenschaft und Verwaltung zur Erarbeitung von Normen, Standards und Sicherheitsbestimmungen für die Elektrotechnik, Elektronik und Informationstechnik. Normen unterstützen den weltweiten Handel und dienen u. a. der Sicherheit, Interoperabilität und Funktionalität von Produkten und Anlagen. Als Kompetenzzentrum für elektrotechnische Normung vertritt die DKE die Interessen der deutschen Wirtschaft in europäischen (CENELEC, ETSI) und internationalen Normenorganisationen (IEC). Darüber hinaus erbringt die DKE umfangreiche Dienstleistungen rund um die Normung und das VDE Vorschriftenwerk.
Die VDE-Normen und andere Standardisierungen stellen essentielle Regelungen für viele Themengebiete der Elektrotechnik dar. Beispielsweise formulieren Verteilnetzbetreiber ihre Technischen Anschlussbedingungen nicht selbst, sondern verweisen auf die geltende VDE AR N 4100 und ergänzen diese gegebenenfalls. Die VDE-Normen sind nicht frei zugänglich und müssen, auch für die akademische Nutzung, käuflich erworben werden.

### Netztechnik und -betrieb
Das Forum Netztechnik/Netzbetrieb im VDE (VDE FNN) entwickelt die Stromnetze vorausschauend weiter. Ziel ist der jederzeit sichere Systembetrieb mit 80 Prozent erneuerbaren Energien. VDE FNN macht innovative Technologien praxistauglich und gibt Antworten auf netztechnische Herausforderungen von morgen. Hier arbeiten verschiedene Fachkreise mit unterschiedlichen Interessen gemeinsam an Lösungen. Mitglieder sind über 470 Hersteller, Netzbetreiber, Versorger, Anlagenbetreiber, Behörden und wissenschaftliche Einrichtungen.

Prüfzeichen des VDE

### VDE Institut
Seit über 100 Jahren gilt das VDE-Zeichen als Synonym für Sicherheit und Qualität von elektrotechnischen Geräten, Komponenten und Systemen. Das VDE Institut, eine Tochter der VDE-Gruppe, ist weltweiter Partner für Industriekunden, den Handel, Behörden, das Elektrohandwerk und Verbraucher. Mehr als 100.000 Geräte pro Jahr unterziehen die unabhängigen Fachprüfer des VDE Instituts Produkt-, Qualitäts- und Sicherheitstests, bevor sie das VDE-Zeichen erhalten. Die gemeinnützige VDE Prüf- und Zertifizierungsinstitut GmbH beschäftigt in Offenbach am Main mehr als 500 Mitarbeiter.

### VDE RETC
Renewable Energy Test Center (RETC, LLC) ist seit 2009 ein unabhängiges Prüflabor für Photovoltaik- und Batterieprodukte. RETC hat seinen Hauptsitz in Fremont (Kalifornien) und bietet sowohl in den USA als auch weltweit Engineering-, Test- und Zertifizierungsdienstleistungen für Photovoltaik (PV) und erneuerbare Energieprodukte an. Insbesondere für das Solarsegment überprüft es die Sicherheit von PV-Modulen und bietet Bankability-Dienstleistungen an, um die Zuverlässigkeit und Lebensdauer der Module zu bewerten. In Zusammenarbeit mit internationalen VDE PrimeLabs in Europa und Asien baut RETC auch sein Angebot im Bereich Energiespeichersysteme aus.

### VDE Renewables
Die VDE Renewables GmbH, eine Tochter der VDE-Gruppe, bietet Dienstleistungen im Bereich der Qualitätssicherung im Bereich der erneuerbaren Energien an. Kernaufgaben der Gesellschaft mit Sitz in Alzenau sind die Qualitätsprüfung und -zertifizierung nach den Qualitätsstandards für Sicherheit, Zuverlässigkeit und Leistungsfähigkeit. VDE Renewables kooperiert mit allen Strukturen der VDE-Gruppe und verfügt über ein internationales Partnernetzwerk, zu dem führende Forschungsinstitute wie mehrere Fraunhofer Institute, aber auch Versicherungskonzerne zählen.

## Öffentlichkeitsarbeit

### VDE VERLAG
Der VDE VERLAG, eine Tochter der VDE-Gruppe, ist ein Fachverlag für Elektro- und Informationstechnik. Zu dem Portfolio gehören Fachbücher und Onlinemedien, Fachzeitschriften, Seminare sowie das VDE Vorschriftenwerk. Das Buchprogramm umfasst mehr als 650 lieferbare Titel, und jährlich kommen über 100 Neuerscheinungen hinzu. Der Zeitschriftenverlag publiziert 15 unterschiedliche Fachmedien für Elektrotechnik, Energiewirtschaft und -technik, Automatisierung und Digitalisierung in Print- und Online-Formaten. Mit der Eingliederung des Herbert Wichmann Verlags, der HEALTH-CARE-COM GmbH und dem Fachzeitschriften- und Fachbuchprogramm der EW Medien und Kongresse GmbH wurde das Spektrum thematisch um die Bereiche Geodäsie und Geoinformatik, Gesundheit sowie Energiewirtschaft erweitert. Hauptsitz des VDE-Verlags ist Berlin mit einer Niederlassung in Offenbach am Main.

### EW Medien und Kongresse GmbH
Die EW Medien und Kongresse GmbH (EW) konzipiert, organisiert und führt Präsenz- und Online-Veranstaltungen zu allen Themen der Energie- und Wasserwirtschaft durch. Als Veranstaltungsagentur unterstützt EW darüber hinaus Kunden bei der Durchführung eigener Events – von der Veranstaltungsidee bis zum Teilnehmermanagement. Gesellschafter der EW sind die VDE Verlags GmbH (VDEV) und der BDEW Bundesverband der Energie- und Wasserwirtschaft e. V. (BDEW). EW hat ein Büro in Berlin (Hauptsitz) und eins in Offenbach am Main. Alle Veranstaltungen der EW werden auf der Veranstaltungsplattform essociation.de präsentiert. Auf essociation werden die einzelnen Veranstaltermarken bdew akademie, bdew, EW Medien und Kongresse und VDE ACADEMY unter einer Dachmarke gebündelt.

### Technik-Consulting
Die VDI/VDE Innovation + Technik GmbH ist ein führender Dienstleister, wenn es um Fragen zu Innovation und Technik geht. Er unterstützt und berät bei der Analyse komplexer Vorhaben oder Marktsituationen, bei der Förderung mit Forschungsprogrammen aus Bund, Ländern und EU.
Mehr als 700 Mitarbeiter arbeiten in multinationalen und interdisziplinären Teams an sechs Standorten in Deutschland (Berlin, München, Dresden, Bonn, Hannover und Stuttgart) zusammen.

### Nachwuchsförderung
Der VDE fördert durch zahlreiche Aktivitäten die nächste Generation an Fach- und Führungskräften der Branche. Schüler werden dabei frühzeitig an Technik herangeführt. Gemeinsam mit dem BMFTR führt der VDE überregionale Schüler- und Studentenwettbewerbe wie „INVENT a CHIP“ und „COSIMA“ durch. VDE-Bezirksvereine organisieren zusätzlich Veranstaltungen auf lokaler Ebene.
Das VDE Young Net ist die Plattform für Studierende und Young Professionals diverser technischer Fachrichtungen. Es umfasst rund 4100 Mitglieder (Stand April 2023). In rund 50 studentischen Hochschulgruppen und einem überregionalen Netzwerk aus Young Professionals vernetzen sich die zukünftigen Branchenspezialisten untereinander und mit der Branche bei Stammtischen, Exkursionen oder dem Besuch von Tagungen und Messen.